# Yeclano Deportivo
 (août 2020).
Si vous disposez d'ouvrages ou d'articles de référence ou si vous connaissez des sites web de qualité traitant du thème abordé ici, merci de compléter l'article en donnant les références utiles à sa vérifiabilité et en les liant à la section « Notes et références ».
Maillots
Actualités
Le Yeclano Deportivo est un club espagnol de football fondé en 2004 et basé dans la ville de Yecla dans la région de Murcie.
Le club joue actuellement en Segunda División B.

## Histoire
Le Yeclano Deportivo est fondé en 2004 à la suite de la disparition du Yeclano CF (fondé en 1950).
En 2006, le club monte en Tercera División.
En 2012, le club monte en Segunda División B mais il est relégué au terme de la saison.
En 2019, le club parvient à remonter en Segunda División B.

## Palmarès
| Compétitions nationales                                                                                          |
| --- |
| - Championnat d'Espagne D4 (3) : - Champion : 2011-12, 2017-18 et 2018-19. - Vice-champion : 2009-10 et 2013-14. |

## Personnalités du club

### Présidents du club
- Pedro Romero

### Entraîneurs du club
- Héctor Altamirano (2009 - 2010)
- Fernando García (2011 - 2012)
- Gabriel Florit (2012 - 2013)
- Biri (2014 - 2015)
- Tomi (2015)
- Fernando García (2015)
- Héctor Altamirano (2017 - )

### Anciens joueurs du club
- Javi Moreno